# Jewdokija Lukjanowna Streschnewa

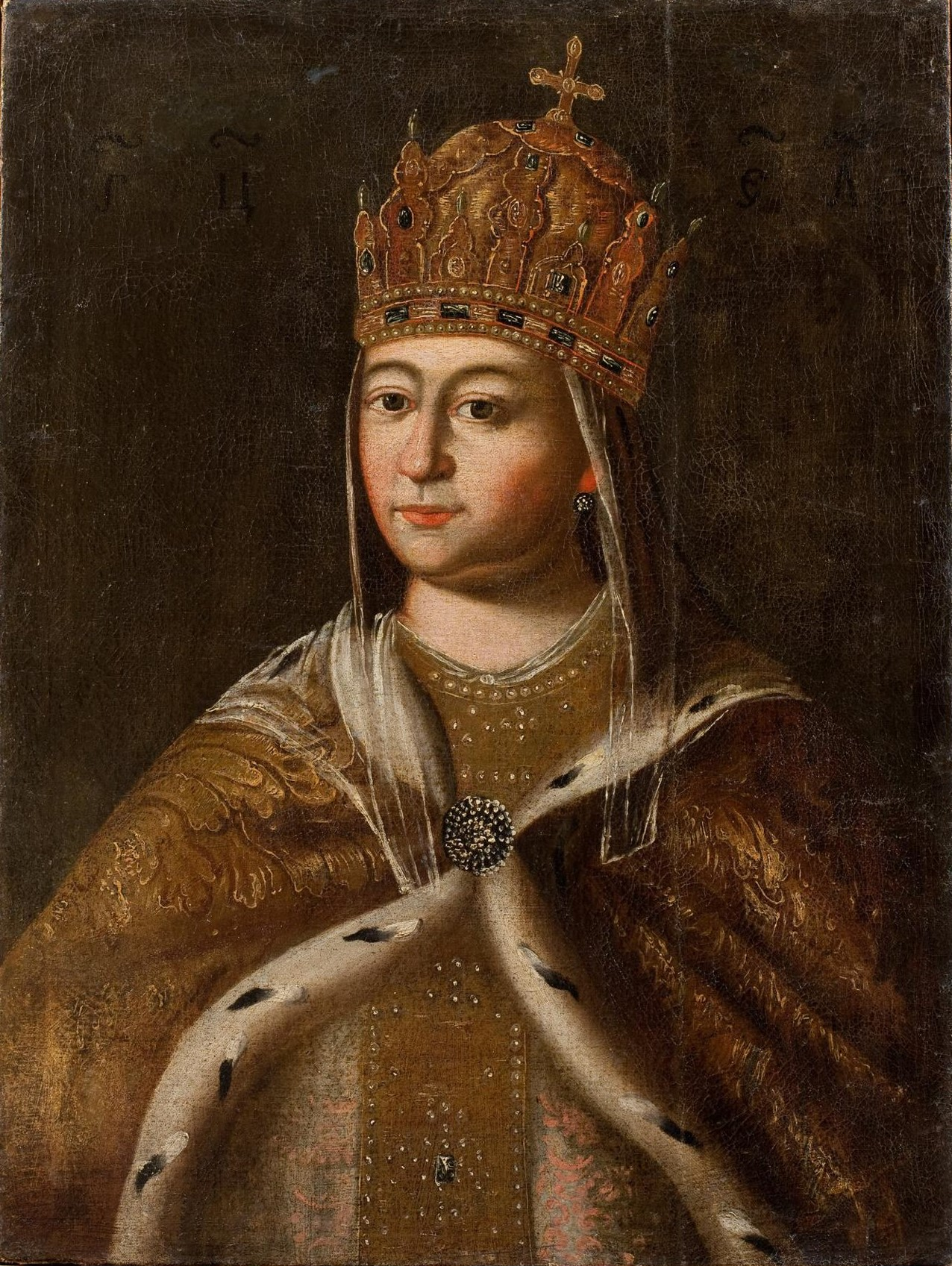
Jewdokija Lukjanowna Streschnewa

Jewdokija Lukjanowna Streschnewa (russisch Евдокия Лукьяновна Стрешнева; * 1608; † 18. Augustjul. / 28. August 1645greg. in Moskau) war die zweite Gemahlin von Zar Michael I.  von Russland.
Sie wurde als Tochter des gemäßigten Bojaren Lukjan Stepanowitsch Streschnew und dessen Gemahlin Anna Konstantinowna Lutschkowa geboren. Am 5. Februarjul. / 15. Februar 1626greg. wurde sie in Moskau mit Zar Michael I. von Russland vermählt, nachdem dessen erste Frau Marija Dolgorukowa ein Jahr zuvor vergiftet worden war.
Das Paar hatte zehn Kinder, sechs davon verstarben noch zu ihren Lebzeiten:
- Irina (* 22. April 1627; † 8. Februar 1679), Großfürstin von Russland
- Pelageja (* 20. April 1628; † 25. Januar 1629), Großfürstin von Russland
- Alexei I. (* 29. März 1629; † 8. Februar 1676), Zar von Russland
- Anna (* 14. Juli 1630; † 27. Oktober 1692), Großfürstin von Russland
- Marfa (* 14. August 1631; † 21. September 1633), Großfürstin von Russland
- Iwan (* 1. Juni 1633; † 10. Januar 1639), Großfürst von Russland
- Sofia (* 14. September 1634; † 23. April 1636), Großfürstin von Russland
- Tatjana (* 5. Januar 1636; † 23. August 1706), Großfürstin von Russland
- Jewdokija (*/† 10. Februar 1637), Großfürst von Russland
- Wassili (*/† 25. März 1639), Großfürst von Russland

Das Leben am russischen Hof war für Jewdokija ausgesprochen schwierig, da sie vollständig unter der Obhut und unter dem Einfluss ihrer Schwiegermutter Marfa Iwanowna stand, die sie überallhin begleitete; sie hatten auch denselben Beichtvater. Jewdokia gewann nie Einfluss über ihren Gemahl, selbst nach dem Tod Marfas nicht.
Sie starb nur fünf Wochen nach ihrem Gemahl und wurde in der Erzengel-Michael-Kathedrale in Moskau bestattet.